# Maurice Quentin
Pour les articles homonymes, voir Maurice Quentin (homme politique) et Quentin (homonymie).
Maurice Quentin, né le 2 juin 1920 à Maizières-lès-Metz et mort le 19 avril 2013 à Colpo, est un coureur cycliste français. Il a notamment remporté une étape du Tour de France 1953.

## Palmarès
- 1941
  - 2e du Grand Prix de Boulogne-Billancourt
- 1942
  - 3e du Critérium de France des sociétés (zone occupée)
- 1943
  - 2e du Grand Prix du CV 19e
  - 3e du Grand Prix de Boulogne-Billancourt
- 1944
  - 1reb étape du Critérium des Aiglons
- 1945
  - Grand Prix du Débarquement Nord
  - 9e de Paris-Roubaix
- 1946
  - Grand Prix du Courrier picard
  - 2e du Grand Prix du Débarquement Nord
- 1947
  - 2e étape du Tour de Lorraine
  - 3e étape du Tour du Calvados
  - 2e de Paris-Bourganeuf
- 1948
  - 2e du Tour de Lorraine
- 1949
  - Tour du Calvados :
    - Classement général
    - 2e étape

  - Paris-Clermont-Ferrand
  - 2e du Tour de la Manche
  - 6e de Paris-Bruxelles
- 1951
  - 2e du Tour d'Afrique du Nord
  - 5e de Bordeaux-Paris
  - 8e de Paris-Bruxelles
  - 8e du Critérium du Dauphiné libéré
- 1952
  - Boucles de la Seine
  - 3e du Circuit du Maine-et-Loire
  - 6e de la Flèche wallonne
  - 8e du Critérium du Dauphiné libéré
  - 9e de Liège-Bastogne-Liège
- 1953
  - 15e étape du Tour de France
  - Circuit des deux clochers
  - 2e du Paris-Montceau-les-Mines
- 1954
  - 8e de Liège-Bastogne-Liège
- 1955
  - 3e de Paris-Limoges
- 1956
  - 3e de Paris-Limoges
  - 3e de Poitiers-Saumur-Poitiers
- 1957
  - Grand Prix d'Espéraza
  - Circuit des Hautes-Vosges
- 1958
  - 2e du Tour du Loiret
  - 2e de l'Étoile du Léon

## Résultats sur les grands tours

### Tour de France
8 participations
- 1950 : éliminé (6e étape)
- 1951 : abandon (4e étape)
- 1952 : 34e
- 1953 : 31e, vainqueur de la 15e étape
- 1954 : 28e
- 1955 : 11e
- 1956 : 25e
- 1958 : abandon (21e étape)

### Tour d'Espagne
1 participation
- 1958 : abandon (12e étape)